# Luís Sá Silva
Luís Jorge Sá Silva (Benguela, Angola, 23 de Agosto de 1990) é um automobilista angolano.
Considerado no seu país, em 2009, com apenas 18 anos, o melhor desportista internacional de Angola. Em 2012, Luís Sá Silva tornou-se o primeiro piloto angolano a pontuar numa competição europeia. Em 2013, o piloto estreou com a Carlin na GP3 Series. A Carlin anunciou o regresso do angolano Sá Silva como um dos representantes da equipa na GP3 Series, para a temporada de 2014, declarando-se motivada "para capitalizar a experiência adquirida pelo piloto no ano anterior, continuando a boa relação conquistada”.

## Início da Carreira
Filho do automobilista Jorge Sá Silva, desde muito jovem Luís Sá Silva interessou-se pelos desportos motorizados. Como não iniciou a sua carreira automobilística em competições de Kart, Sá Silva tem um percurso profissional considerado atípico. Foi ao comando de uma Moto 4 que iniciou oficialmente a sua carreira,  em 2002, com uma participação numa prova da categoria na Ilha de Luanda, em Comemoração do dia da cidade. Com apenas 11 anos, Luís Sá Silva conquistou o seu primeiro pódio, alcançando o terceiro lugar na corrida que contava com 16 participantes, todos com idades superiores a 15 anos.
A primeira vez que teve contacto com Karts foi na Tailândia, em 2001, aquando da visita ao seu tio Armindo Sá Silva, piloto de automóveis com grande influência na carreira de Sá Silva.
2006 marca a entrada do piloto, com 15 anos, nas corridas de monolugares Fórmula Renault 2.0. Apesar da entrada tardia e da falta de experiência em competições com Karts, Sá Silva inicia um percurso de  vitórias, pódios e cumprimento de objectivos.

## Vice-campeão Formula Renault 2.0 Asiática - 2009
A primeira grande victória numa prova de renome internacional aconteceu em 2009. Sá Silva conquistou, na última prova, o título de Vice-campeão da competição. Resultado que lhe valeu o estatuto no seu país do melhor desportista internacional do ano.

## Lesão
A estreia de Luís Sá Silva na Fórmula 3 Euro Series foi marcada por uma grave lesão, que afastou o piloto angolano após uma passagem curta, com apenas 3 provas cumpridas, na edição de 2010 do campeonato. Sá Silva ficou um ano afastado das competições.

## Vice-campeão Formula Abarth Asia - 2011
Após a lesão que deixou o piloto fora das competições por um ano, a Formula Abarth Asia foi o palco escolhido para o regresso às pistas e às vitórias. Com a equipa Asia Racing Team, Luís Sá Silva levou as cores de Angola para a Malásia e consagrou-se vice-campeão da competição.

## Fórmula 3 Euro Series 2012
Sá Silva chega a edição de 2012 da F3 Euro Series com a Prema Powerteam vencedora da última edição da competição e do último Troféu Internacional FIA de Fórmula 3. O piloto participou na prova ao comando de um Dallara F312 - Mercedes-Benz.

Angola Racing Team é o nome da equipa do jovem piloto, que alcançou a 14ª posição na F3 e o 13º lugar no F3 FIA European Champioship.

## Grande Prémio de Macau 2012
Luís Sá Silva finalizou a época com a estreia no Grande Prémio de Macau, realizado de 15 a 18 de Novembro.

## GP3 2013
Luís Sá Silva foi anunciado no dia 14 de Fevereiro como o novo reforço da Carlin para a temporada de 2013 da GP3.

## GP3 2014
Sá Silva regressou ao campeonato GP3 Series com a Carlin.

## Ligações Externas
- Luís Sá Silva - Página Oficial
- Angola Racing Team - Página Oficial Twitter
- Angola Racing Team - Página Oficial Facebook
- «Carlin Página Oficial» (em inglês)
- «GP3 Página Oficial» (em inglês)